# Gilbert Blane
Gilbert Blane (Escócia, 29 de agosto de 1749 — Londres, 26 de junho de 1834) foi um médico escocês que ajudou a instituir a reforma sanitária na Marinha Real Britânica.